# Chaud Beffroi
Chaud Beffroi est la neuvième histoire de la série Léo Loden par Christophe Arleston et Serge Carrère. Elle est publiée pour la première fois en 1997 aux éditions Soleil avant d'être rééditée en 1999.

## Synopsis
Tonton Loco est en vacances à Lille où il apprend à cuisiner avec un ami grand chef. Soudain une jeune femme en détresse se pointe. Elle est poursuivie par deux tueurs. Le sang de Tonton Loco ne fait qu'un tour et il décide d'aider la jeune femme. Or il cogne l'un des deux malfrats un peu trop fort et le tue. Quand la police arrive sur les lieux, elle ne peut que constater le décès... de leur collègue! Tonton appelle son neveu Léo à la rescousse pour le sortir de là et tenter de trouver pourquoi ces deux inspecteurs agissaient, il en est persuadé, en tueurs. Marlène qui est en congé accompagnera son amoureux dans le Nord.

## Lieux et monuments dessinés
Pour la troisième fois dans la série, après les albums Kabbale dans les traboules et Propergol sur le Capitole, l'histoire ne se déroule pas à Marseille mais à Lille.